# Vlag van Ovezande

Vlag van Ovezande
(1962-1970)

Vlag van Ovezande
(voor 1962)

De vlag van Ovezande werd op 13 april 1962 bij raadsbesluit vastgesteld als de gemeentelijke vlag van de Zeeuwse gemeente Ovezande. De beschrijving luidt: 
Vijf banen van blauw, geel, groen, geel en rood, waarvan de middelste gegolfd is en de hoogten zich verhouden als 1:2:2:2:1.
De kleuren zijn ontleend aan die van het gemeentewapen. De golvende baan staat voor de Zwake. De groene kleur herinnert aan de inpoldering ervan.
Opmerking: deze vlag is volgens van Heijningen waarschijnlijk nooit ingevoerd.
In 1970 ging de gemeente op in Borsele, waardoor de vlag als gemeentevlag kwam te vervallen.

## Eerdere vlag
Derkwillem Visser vermeldt in zijn boek Gemeentevlaggen en wapens Koninkrijk der Nederlanden de volgende vlag:
Vier banen van gelijke hoogte van rood, geel, blauw en wit, met over de tweede en derde baan het gemeentewapen.

## Verwante afbeelding

Het wapen van Ovezande

Aardenburg 
· Arnemuiden 
· Axel 
· Baarland 
· Biervliet 
· Biggekerke 
· Borssele 
· Breskens 
· Brouwershaven 
· Bruinisse 
· Burgh 
· Domburg 
· Dreischor 
· Driewegen 
· Duiveland 
· Ellewoutsdijk 
· 's-Gravenpolder 
· Groede 
· Haamstede 
· 's-Heer Abtskerke 
· 's-Heer Arendskerke 
· Hoedekenskerke 
· Hontenisse 
· IJzendijke 
· Kloetinge 
· Kortgene 
· Koudekerke 
· Krabbendijke 
· Kruiningen 
· Mariekerke 
· Meliskerke 
· Middenschouwen 
· Nieuw- en Sint Joosland 
· Nisse 
· Noordgouwe 
· Oostburg 
· Oostkapelle 
· Oud-Vossemeer 
· Oudelande 
· Ovezande 
· Poortvliet 
· Retranchement 
· Rilland-Bath 
· Ritthem 
· Sas van Gent 
· Scherpenisse 
· Schoondijke 
· Sint-Annaland 
· Sint Jansteen 
· Sint-Maartensdijk 
· Sint Philipsland 
· Sluis 
· Sluis-Aardenburg 
· Stavenisse 
· Valkenisse 
· Vogelwaarde 
· Waarde 
· Waterlandkerkje 
· Wemeldinge 
· Westdorpe 
· Westerschouwen 
· Westkapelle 
· Wissenkerke 
· Wolphaartsdijk 
· Zaamslag 
· Zierikzee 
· Zuiddorpe 
· Zuidzande